# Mongolernas invasion av Java
Mongolernas invasion av Java var ett misslyckat militärt fälttåg 1292–1293 av den mongolstyrda kinesiska Yuandynastin mot kungariket Singhasari på Java i dagens Indonesien. När de mongoliska styrkorna anlände på Java hade den styrande regimen störtats av rebeller. Mongolerna samarbetade med tronarvingens styrkor mot rebellerna efter löfte om tribut. Efter att rebellerna bekämpats ändrade Javas tronarvinge lojalitet och angrep mongolerna. Mongolerna valde därefter att resultatlöst lämna Java.

## Bakgrund
Yuandynastins kejsare Khubilai khan visade intresse för den välmående staten Singhasari på Java. 1289 skickade han sändebudet Meng Qi med begäran om tribut och underkastelse från javas kung Kertanegara. Javas kung svarade gnom att brännmärka ambassadörens ansikte.
Det tog tre år för mongolerna att sammanställa invasionsstyrkan bestående till stor del av kinesisk bemanning. Styrkan påstås uppgå till tiotusentals personer och 1 000 skepp. Flottan var jämförbar med den som använts vid mongolernas invasion av Japan 1281.
Det är inte fastställt varför Khubilai khan valde att försöka invadera Java, men enligt Yuandynastins historiekrönika Yuanshi var det för att straffa Javas kung för hans behandling av Khubilai khans sändebud. Andra anledningar som bedöms realistiska är generell imperialism och en vilja av mongolerna att skaffa sig bättre kontroll över de marina handelsvägarna.

## Invasionen
Invasionen inleddes 1292 och utgick från kuststaden Quanzhou. Transporten tog flera månader och försvårades av dåligt väder. De mongoliska styrkorna anlände tidigt 1293 vid Rembangan på Javas nordostkust. Halva styrkan landsteg vid Rembangan, medan de övriga fortsatte öster ut. De båda styrkorna sammanstrålade i maj 1293 vid Surabaya.
Mongolerna mötte mycket litet militärt motstånd, vilket berodde på att rebeller hade störtat och mördat kung Kertanegara. Kungens son, prins Vijaya, var upptagen med att bekämpa rebellerna nära Kediri, vilket förklarade varför det saknades militärt motstånd längs nordkusten. Prins Vijaya skickade sändebud till de mongoliska trupperna där han lovade att betala tribut och han bad om hjälp att bekämpa rebellerna.
Vid Surabaya gjordes en marin sammandrabbning mellan den mongoliska och javanesiska flottan. Efter sammandrabbningen landsteg en stor del av den mongoliska styrkan, varefter flottan fortsatte mot Sumatra. Den mongoliska styrkan bekämpade rebellerna från Brantasfloden vidare mot den befästa staden Kediri, som intogs. Tillsammans med prins Vijaya hade mongolerna besegrat rebellerna i mars 1293. Det är oklart hur striden genomfördes, men det är sannolikt att rebellernas styrkor övermannades av de två attackerande arméerna.
Prins Vijaya höll inte sitt löfte till mongolerna. På sin resa tillbaka till huvudstaden mördade han de mongoliska soldaterna som eskorterade honom. Mongolerna skickade en styrka efter prinsen, men de överfölls i ett bakhåll och tvingads dra sig tillbaka till Surabaya. Mongolerna, som även plågades av hettan, gjorde inga fler militära åtgärder utan återvände till Kina med de fångar och krigsbyten de hade.